# Martinsbjerg
Martinsbjerg (tysk: Martinsberg) er navnet på en gade og et statistisk distrikt i det sydlige Flensborg i bydelen Sydstaden. Distriktet er beliggende syd for den indre by. Martinsbjerg gennemskæres af byens store indfaldsvej til Slesvig (Slesviggade≈Schleswiger Straße).
På et kort fra 1810 er området øst for Skæferhuset omtalt som Martinshøj, som var dengang en del af bymarken, som lå uden for Flensborgs byporte (som Røde Port). Stednavnet kan henvises til Martin Luther eller den syd for beliggende Martinstiftelse, men der er dog usikkered om stednavnets oprindelse. Martinstiftelsen blev grundlagt i 1847 på den sydlige bymark, som bolig og læreanstalt for omsorgssvigtede børn og unge. De nværende bygninger er fra omkring 1900. Fra slutningen af 1900-tallet blev området udbygget med flere etageboliger. I distriktet ligger også Flensborgs øl-bryggeri.